# Thysanocraspeda ochodontaria
Thysanocraspeda ochodontaria är en fjärilsart som beskrevs av Pieter Cornelius Tobias Snellen 1874. Thysanocraspeda ochodontaria ingår i släktet Thysanocraspeda och familjen Uraniidae. Inga underarter finns listade i Catalogue of Life.